# Łazy (rejon tiaczowski)
Łazy (ukr. Лази) – wieś na Ukrainie, w obwodzie zakarpackim, w rejonie tiaczowskim, w hromadzie Tiaczów. W 2001 liczyła 3801 mieszkańców.